# Фаннии
Фа́ннии (лат. Fannii) — древнеримский плебейский род.
- Гай Фанний (ум. после 187 до н. э[1].), член коллегии плебейских трибунов[2], по разным версиям, в 187 или 184 году до н. э[3].;
- Гай Фанний Страбон (ум. после 154 до н. э.), консул 161 года до н. э., предложил закон против роскоши (лат. Lex sumptuaria);
- Гай Фанний (ум. после 122 до н. э.), народный трибун 142 года до н. э., стал консулом в 122 году до н. э. по рекомендации Гая Семпрония Гракха;
- Фанния (ум. после 88 до н. э[4].), жительница Минтурн, приютившая Мария во время его бегства[5];
- Гай Фанний (ум. после 81 до н. э.), сенатор, занимавший, по одной из версий[6], должность претора не позднее 82 года до н. э[7][8]. Предполагаемый отец народного трибуна 59 года до н. э. и приверженца Гнея Помпея, носившего такое же имя[9];
- Гай Фанний Херея (ум. после 59 до н. э[10][11].), когнитор на судебном процессе около 80 года до н. э., где рассматривалось дело тарквинийца Квинта Флавия[12][13]. Около 76 года как истец выступал против Квинта Росция Галла;
- Гней Фанний (ум. после 70 до н. э[14].), всадник, принимавший участие в первом судебном заседании в качестве одного из многочисленных свидетелей по делу Гая Верреса[15][16];
- Луций Фанний (ум. после 68 до н. э[17].), в качестве легата Луция Лициния Лукулла участвовал в 3-й Митридатовой войне[18][19]. Возможно, тождественен Луцию Флавию, приставленному в своё время Гнеем Помпеем к пленённому сыну Тиграна Великого в качестве начальника охраны[20];
- Гай Фанний, сын Гая (ок. 99—48 до н. э[21].), член коллегии народных трибунов в 59 году до н. э., занимавший не позднее 50 года претуру (по одной из версий, в 54 до н. э[22].). С началом гражданской войны 49—45 годов до н. э. направлен сенатом вначале на Сицилию, а позднее — в Азию с проконсульским империем;
- Фанний Цепион (ум. 22 до н. э.), участник заговора против императора Августа в 22 году до н. э. Был выдан рабом и казнён.